# Reply 1988
Reply 1988 (en hangul, 응답하라 1988; romanización revisada, Eungdapara 1988), conocida en español como Respóndeme 1988, es una serie de televisión surcoreana protagonizada por Lee Hye-ri, Park Bo-geom, Ko Kyung-pyo, Ryoo Joon-yeol y Lee Dong-hwi. La serie está ambientada en el año 1988 y se centra en la vida de cinco amigos y sus familias que viven en el barrio de Ssangmun-dong, ubicado en el distrito de Dobong, al norte de Seúl. Fue emitida cada viernes y sábado desde el 6 de noviembre de 2015 hasta el 16 de enero de 2016 por TVN a las 7:50 (KST) finalizando con 20 episodios. Reply 1988 es parte de la serie Reply de TVN, ambientadas en diferentes épocas. Durante su periodo de emisión recibió aclamaciones tanto de la crítica como de la audiencia obteniendo durante su episodio final la audiencia récord de 18.8% a nivel nacional, la más vista de la historia emitida en un canal de cable en Corea del Sur.

## Elenco

### Principal
- Lee Hye-ri como Sung Deok-sun / Sung Soo-yeon.[10]
- Park Bo-geom como Choi Taek.[11]
- Ko Kyung-pyo como Sung Sun-woo.
  - Lee Jong-hyuk como la voz adulta de Sun-woo.
- Ryoo Joon-yeol como Kim Jung-hwan.
- Lee Dong-hwi como Ryoo Dong-ryong.

### Secundario

#### Familia de Deok-sun
- Sung Dong-il como Sung Dong-il, el padre de Deok-sun, Bo-ra y No-eul.
- Lee Il-hwa como Lee Il-hwa, la madre de Bo-ra, Deok-sun y No-eul.
- Ryu Hye-young como Sung Bo-ra la hermana mayor de Deok-sun y No-eul.
- Choi Sung-won como Sung No-eul el hermano menor Bo-ra y Deok-sun.

#### Familia de Jung-hwan
- Kim Sung-kyun como Kim Sung-kyoon, el padre de Jung-hwan y Jung-bong.
- Ra Mi-ran como Ra Mi-ran la madre de Jung-bong y Jung-hwan.
- Ahn Jae-hong como Kim Jung-bong, el hermano mayor de Jung-hwan.

#### Familia de Sun-woo
- Kim Sun-young como Kim Sun-young la madre de Sun-woo y Jin-joo.
- Kim Seol como Sung Jin-joo, la hermana menor de Sun-woo.

#### Vecinos
- Choi Moo-sung como Choi Moo-sung, el padre de Taek.[12]
- Yoo Jae-myung como Ryoo Jae-myung, el padre de Dong-ryong.

### Elenco extendido
- Lee Min-ji como Jang Mi-ok
- Lee Se-young como Wang Ja-hyun.
- Song Young Kyu como hermano mayor de Sun-young.
- Lee Mi-yeon como Duk Sung-seon adulta.
- Kim Joo-hyuk como esposo de Duk Sung-seon.
- Jeon Mi-seon como Sung Bo-ra adulta.
- Woo Hyun como Sung No-eul de adulto.
- Yong Young-jae como director de la Asociación Baduk Corea.
- Bae Yoo-ram como el subdirector Yoo.[13]
- Yeo Hoe-hyun como la cita de Duk-su.
- Im Chul-soo como un gánster.
- Nam Mi-jung como una adivina.

### Participaciones especiales
- Kim Young-ok como la abuela (ep. 2).
- Jung Won joong como hermano mayor de Dong-il  (ep. 2).
- Kim Su-ro como dueño de la tienda de snack  (ep. 3).
- Lee Moon-se (voz) como DJ de radio (ep. 6).
- Park Ji-yoon como entrevistador (ep. 7).
- Park Jung min como novio de Bo-ra  (ep. 8).
- Kim Tae-hoon como cirujano Cardíaco (ep. 8).
- Lee Soo kyung como Lee Soo-kyung, la novia de No-eul (ep. 8).
- Jung Yoo-min como amiga de Bo-ra (ep. 8).[14]
- Jung Hae-in como Ho-young (ep. 13).
- Ahn Sung-ki (ep. 17).
- Shin Young-jin como la madre de la presidenta de la Clase(ep.14).
- Jung Woo como Kim Jae-joon (ep.18).
- Go Ara como Sung Na-Jung (ep.18).

## Spin-off
El 14 de mayo del 2019 se anunció que la serie tendría un remake chino. Más tarde se anunció que el drama chino sería titulado "相約九八" (Let’s Meet 98) y estaría conformado por 45 episodios.

## Producción
Reply 1988 fue la tercera colaboración entre el director Shin Won-ho, la guionista Lee Woo-jung y los actores Sung Dong-il y Lee Il-hwa luego de Reply 1997 (2012) y Reply 1994 (2013). Kim Sung-kyun, quien fue coprotagonista de 1994 también se unió al elenco. La primera lectura del guion se dio en agosto de 2015. Choi Taek, interpretado por Park Bo-gum, fue levemente basado en la vida real del jugador de Go, Lee Chang-ho.
A diferencia de las anteriores series Reply, la de 1988 se enfocó más en las relaciones familiares que en el romance entre los personajes, con el director Shin afirmando que la mayoría de la historia sería sobre la familia y solamente una pequeña fracción sobre el amor de Duk-seon.

## Premios y nominaciones
| Año  | Premio                                | Categoría                    | Nominado                      | Resultado | Ref.   |
| ---- | ------------------------------------- | ---------------------------- | ----------------------------- | --------- | ------ |
| 2016 | 16th Top Chinese Music Awards         | Mejor Artista Internacional  | Park Bo-gum                   | Ganador   |        |
| 2016 | 52nd Paeksang Arts Awards             | Mejor Drama                  | Reply 1988                    | Nom       |        |
| 2016 | 52nd Paeksang Arts Awards             | Mejor Director (TV)          | Shin Won-ho                   | Ganador   |        |
| 2016 | 52nd Paeksang Arts Awards             | Mejor Actriz (TV)            | Ra Mi-ran                     | Nom       |        |
| 2016 | 52nd Paeksang Arts Awards             | Mejor Actor nuevo(TV)        | Ryu Jun-yeol                  | Ganador   |        |
| 2016 | 52nd Paeksang Arts Awards             | Mejor Actor nuevo(TV)        | Ahn Jae-hong                  | Nom       |        |
| 2016 | 52nd Paeksang Arts Awards             | Mejor Actor nuevo(TV)        | Lee Dong-hwi                  | Nom       |        |
| 2016 | 52nd Paeksang Arts Awards             | Mejor Actriz Nueva (TV)      | Ryu Hye-young                 | Nom       |        |
| 2016 | 52nd Paeksang Arts Awards             | Mejor Actriz Nueva (TV)      | Lee Hye-ri                    | Nom       |        |
| 2016 | 52nd Paeksang Arts Awards             | Mejor Guionista (TV)         | Lee Woo-jung                  | Nom       |        |
| 2016 | 52nd Paeksang Arts Awards             | Actor más Popular (TV)       | Park Bo-gum                   | Nom       |        |
| 2016 | 52nd Paeksang Arts Awards             | Actor más Popular (TV)       | Ryu Jun-yeol                  | Nom       |        |
| 2016 | 52nd Paeksang Arts Awards             | Actriz más Popular (TV)      | Lee Hye-ri                    | Nom       |        |
| 2016 | 52nd Paeksang Arts Awards             | Actriz más Popular (TV)      | Ryu Hye-young                 | Nom       |        |
| 2016 | 52nd Paeksang Arts Awards             | Actriz más Popular (TV)      | Ra Mi-ran                     | Nom       |        |
| 2016 | 4th Annual DramaFever Awards          | Estrella en ascenso          | Park Bo-gum                   | Ganador   | [ 18 ] |
| 2016 | 4th Annual DramaFever Awards          | Mejor beso                   | Park Bo-gum & Lee Hye-ri      | Ganador   | [ 18 ] |
| 2016 | 11th Seoul International Drama Awards | Mejor Miniseries             | Reply 1988                    | Nom       |        |
| 2016 | 5th APAN Star Awards                  | Mejor Director               | Shin Won-ho                   | Ganador   |        |
| 2016 | 5th APAN Star Awards                  | Mejor Actor de Reparto       | Choi Moo-sung                 | Nom       |        |
| 2016 | 5th APAN Star Awards                  | Mejor Actriz de Reparto      | Kim Sun-young                 | Nom       |        |
| 2016 | 5th APAN Star Awards                  | Mejor Actor nuevo            | Park Bo-gum                   | Ganador   |        |
| 2016 | 5th APAN Star Awards                  | Mejor Actriz nueva           | Lee Hye-ri                    | Ganador   |        |
| 2016 | 9th Korea Drama Awards                | Best New Actor               | Ahn Jae-hong                  | Nom       |        |
| 2016 | 9th Korea Drama Awards                | Best New Actor               | Lee Dong-hwi                  | Nom       |        |
| 2016 | 9th Korea Drama Awards                | Alta Excelencia, Actor       | Park Bo-gum                   | Nom       |        |
| 2016 | 9th Korea Drama Awards                | Mejor Actriz nueva           | Lee Hye-ri                    | Nom       |        |
| 2016 | 9th Korea Drama Awards                | Mejor Banda Sonora           | Lee Juck ("Don't Worry Dear") | Nom       |        |
| 2016 | tvN10 Awards                          | Gran Premio(Daesang), Drama  | Reply 1988                    | Ganador   | [ 20 ] |
| 2016 | tvN10 Awards                          | Mejor Contenido, Drama       | Reply 1988                    | Ganador   | [ 20 ] |
| 2016 | tvN10 Awards                          | Mejor Actor                  | Sung Dong-il                  | Nom       | [ 20 ] |
| 2016 | tvN10 Awards                          | Actuación Especial           | Sung Dong-il                  | Ganador   | [ 20 ] |
| 2016 | tvN10 Awards                          | estrella de Asia             | Park Bo-gum                   | Ganador   | [ 20 ] |
| 2016 | tvN10 Awards                          | Estrella en ascenso, Actor   | Ryu Jun-yeol                  | Ganador   | [ 20 ] |
| 2016 | tvN10 Awards                          | Estrella en as Actriz        | Lee Hye-ri                    | Ganador   | [ 20 ] |
| 2016 | tvN10 Awards                          | Scene-Stealer, Actor         | Kim Sung-kyun                 | Ganador   | [ 20 ] |
| 2016 | tvN10 Awards                          | Scene-Stealer, Actor         | Lee Dong-hwi                  | Nom       | [ 20 ] |
| 2016 | tvN10 Awards                          | Scene-Stealer, Actress       | Ra Mi-ran                     | Ganador   | [ 20 ] |
| 2016 | tvN10 Awards                          | Scene-Stealer, Actress       | Kim Sun-young                 | Nom       | [ 20 ] |
| 2016 | tvN10 Awards                          | Scene-Stealer, Actress       | Lee Il-hwa                    | Nom       | [ 20 ] |
| 2016 | tvN10 Awards                          | Scene-Stealer, Actress       | Ryu Hye-young                 | Nom       | [ 20 ] |
| 2016 | tvN10 Awards                          | Made in tvN, Actor de Drama  | Park Bo-gum                   | Nom       | [ 20 ] |
| 2016 | tvN10 Awards                          | Made in tvN, Actor de Drama  | Ryu Jun-yeol                  | Nom       | [ 20 ] |
| 2016 | tvN10 Awards                          | Made in tvN, Actriz de Drama | Lee Hye-ri                    | Nom       | [ 20 ] |
| 2016 | tvN10 Awards                          | Two Star Award               | Go Kyung-pyo                  | Nom       | [ 20 ] |
| 2016 | tvN10 Awards                          | Mejor beso                   | Park Bo-gum & Lee Hye-ri      | Nom       | [ 20 ] |
| 2016 | 8th Melon Music Awards                | Mejor OST                    | Oh Hyuk ("A Little Girl)      | Nom       |        |
| 2016 | 18th Mnet Asian Music Awards          | Mejor OST                    | Lee Juck ("Don't Worry Dear") | Ganador   | [ 21 ] |
| 2016 | 1st Asia Artist Awards                | Mejor novato, Actor          | Ryu Jun-yeol                  | Ganador   |        |
| 2016 | 1st Asia Artist Awards                | Asia Star Award, Actor       | Park Bo-gum                   | Ganador   | [ 22 ] |

## Emisión internacional
- Hong Kong: Viu TV (2016).
- Malasia: 8TV (2016).